# Новопавловка (Акбулацький район)
Новопа́вловка (рос. Новопавловка) — село у складі Акбулацького району Оренбурзької області, Росія.

## Населення
Населення — 748 осіб (2010; 920 у 2002).
Національний склад (станом на 2002 рік):
- росіяни — 36 %
- казахи — 34 %